# Jacopo de' Pazzi
Jacopo de' Pazzi (1423 – Firenze, 30 aprile 1478) è stato un politico italiano e uno dei responsabili della Congiura dei Pazzi.

## Biografia
Figlio di Andrea de' Pazzi e di Caterina Salviati. Era sposato con Maddalena Serristori. Benché legato alla famiglia Medici dal matrimonio del suo nipote Guglielmo con Bianca de' Medici, sorella di Lorenzo il Magnifico, ebbe a trovarsi contro la stessa famiglia Medici per questioni legate a eredità e per altri malumori derivati dalla supremazia politica ed economica di Lorenzo nella città di Firenze. Jacopo era infatti uno dei cittadini più ricchi di Firenze ed era stato per esempio lui a commissionare a Giuliano da Maiano (o forse a Filippo Brunelleschi stesso) il palazzo familiare.
La congiura contro i Medici fu ordita tramite suo nipote Francesco de' Pazzi, tesoriere di Papa Sisto IV. Egli infatti aveva numerosi contatti dentro e fuori la curia, tra i quali lo stesso papa. Il 26 aprile 1478 si passò all'azione con l'uccisione tramite sicari di Giuliano de' Medici e il ferimento di Lorenzo il Magnifico che si trovavano nella Cattedrale di Santa Maria del Fiore per la messa.
La congiura però fallì per il sostegno popolare del quale godevano i Medici a Firenze. Fu la folla stessa inferocita a stanare nel giro di poche ore dopo l'attentato Francesco de' Pazzi e Francesco Salviati, Jacopo quattro giorni dopo, e altri tre giorni dopo Stefano da Bagnone e Antonio Maffei da Volterra, i quali dopo esser stati linciati vennero impiccati a una finestra di Palazzo della Signoria, mentre Bernardo Bandini Baroncelli fu impiccato il 29 dicembre dell'anno successivo nel Palazzo del Bargello.
Jacopo in particolare, dopo aver tentato di sollevare un'insurrezione popolare al grido di «Libertà!» venne preso a sassate e cercò di fuggire da Firenze. Venne sorpreso da dei montanari mentre cercava di valicare l'Appennino e, nonostante le sue preghiere, venne riconsegnato ai fiorentini che lo giustiziarono alla fine del mese.
Jacopo era sposato dal 1446 con Maddalena di Antonio Serristori (?-15 settembre 1480), che dopo la congiura venne rinchiusa nel monastero di Monticelli presso Firenze dove rimase fino alla morte.
Ebbe una figlia naturale, poi legittimata, di nome Caterina (1463-1490), che seguì la matrigna Maddalena nello stesso convento e fu monaca, venendo poi beatificata da Papa Benedetto XIV. 
Ma nemmeno dopo la morte il cadavere di Jacopo venne lasciato in pace. Dopo essere stato seppellito nella Cappella Pazzi in Santa Croce, una serie di piogge scroscianti fecero lamentare i contadini che si trattava di una punizione divina per aver sepolto in terra consacrata un uomo tanto empio. Indicato come bestemmiatore si iniziò a dire che prima di morire aveva venduto la sua anima al diavolo. Venne così disseppellito e sepolto fuori dalle mura. Qui un gruppo di ragazzacci, quando erano già passate tre settimane dalla sua morte, lo disseppellirono e lo portarono davanti a Palazzo Pazzi, in un macabro scherzo verso i suoi familiari. Il cadavere fu allora poi gettato nell'Arno dal ponte di Rubaconte.

## Jacopo de' Pazzi nella cultura di massa
- Jacopo de' Pazzi viene interpretato da Sean Bean nella seconda stagione della serie televisiva I Medici, di cui è il principale antagonista assieme al nipote Francesco.
- Nella serie Da Vinci's Demons Jacopo è interpretato da Michael Culkin.
- Compare come bersaglio nel videogioco Assassin's Creed II, dove però viene tradito dai suoi collaboratori per aver fallito nella congiura e finito da Ezio Auditore invece che essere scoperto da dei montanari.